# Filinna från Larissa
Filinna från Larissa,  död under 300-talet f.Kr., var en drottning av Makedonien, gift med kung Filip II av Makedonien.
Hon förmodas ha varit medlem i en familj ur den lokala aristokratin i Thessalien. 